# 年少 (特洛伊·希文歌曲)
《年少》（英語：Youth）是南非裔澳洲歌手和词曲作家特洛伊·希文的一首歌曲，收录于他的首张录音室专辑《藍色年少》。歌曲由希文、布莱姆·伊斯果、布雷特·麥克勞克林、艾莉X和阿莱士·霍普创作，并由SLUMS、阿莱士·JL·邱和伊斯果制作。《年少》于2015年11月12日澳洲東部標準時間下午7时首映于Shazam20强并于2015年11月13日以专辑的第2支单曲正式发行。
《年少》赢得2016年澳洲音樂大獎的「最佳录音带」和「年度歌曲」，是希文第一次赢得该奖项。《告示牌》将歌曲列入「2016年百大最佳流行歌曲」的第11名。

## 背景
希文说：「《年少》是一首关于烂漫的快乐和迷失的歌曲。这是关于放弃、一切、逃避、酿成错误和过于猛烈的爱，并怎样都没关系。」

## 音乐录影带
歌曲的歌词录影带发行于2015年11月23日。录影带由舍姆米·恩吉执导和制作，并拍摄于洛杉矶和西雅图。希文于2016年2月早期拍摄《年少》的音乐录影带，由玛丽亚·詹姆士执导，并于一个月后在其Youtube的Vevo账户首映。阿曼德拉·斯坦伯格和莉亞·瑪麗·約翰遜出现在影片中。

## 榜单成绩
| 榜单（2015年至2016年）               | 最高 排名 |
| ------------------------------------ | --------- |
| 澳大利亚（澳大利亚唱片业协会單曲榜） | 17        |
| 奥地利（Ö3四十强单曲榜）             | 73        |
| 比利时佛兰德（Ultratop五十强单曲榜） | 32        |
| 比利时瓦隆（Ultratip榜外單曲榜）     | 28        |
| 加拿大（Canadian Hot 100）           | 47        |
| 加拿大四十强单曲榜（《告示牌》）     | 38        |
| 捷克（電台百強單曲榜）               | 46        |
| 捷克（百強數位單曲榜）               | 24        |
| 匈牙利（四十強串流榜）               | 30        |
| 愛爾蘭（愛爾蘭唱片音樂協會单曲榜）   | 62        |
| 意大利（意大利音乐产业联盟）         | 72        |
| 拉脫維亞（拉脱维亚四十强单曲榜）     | 11        |
| 荷兰（百强单曲榜）                   | 78        |
| 紐西蘭（新西兰唱片音乐协会）         | 23        |
| 葡萄牙（葡萄牙唱片業協會）           | 40        |
| 斯洛伐克（電台百強單曲榜）           | 70        |
| 斯洛伐克（百強數位單曲榜）           | 27        |
| 瑞典（瑞典最热榜）                   | 74        |
| 瑞士（瑞士热门音乐榜）               | 56        |
| 英國（官方榜单公司單曲榜）           | 96        |
| 美国（《告示牌》百大單曲榜）         | 23        |
| 美國（《告示牌》Dance Club Songs）   | 1         |
| 美國（《告示牌》Pop Airplay）        | 18        |

| 排行榜（2016年）             | 排名 |
| ---------------------------- | ---- |
| 澳洲（澳大利亚唱片业协会榜） | 91   |

## 销量认证
| 地區                                                       | 认证 | 认证单位/销量 |
| ---------------------------------------------------------- | ---- | ------------- |
| 澳大利亚（澳大利亚唱片业协会）                             | 白金 | 70,000‡       |
| 意大利（意大利音乐产业联盟）                               | 金   | 25,000*       |
| 新西兰（新西兰唱片音乐协会）                               | 白金 | 15,000*       |
| 瑞典（瑞典唱片業協會）                                     | 白金 | 40,000‡       |
| 英国（英国唱片业协会）                                     | 银   | 200,000‡      |
| 美国（美國唱片業協會）                                     | 白金 | 1,000,000‡    |
| *僅含認證的實際銷量 ^僅含認證的出貨量 ‡僅含認證的+實際銷量 |      |               |

## 发行历史
| 国家   | 日期           | 形式               | 厂牌         |
| ------ | -------------- | ------------------ | ------------ |
| 全球   | 2015年11月13日 | 数位下载           | 环球音乐澳洲 |
| 意大利 | 2015年12月11日 | 主流电台           | 环球         |
| 美国   | 2016年1月19日  | 主流电台           | 国会         |
| 美国   | 2016年4月4日   | 热门/摩登/成人当代 | 国会         |